# Groovin’
Az 1967-es Groovin' The Young Rascals nagylemeze, mely a Billboard Top LPs listán az 5. helyig jutott. Ez az utolsó album, melyet The Young Rascals néven adtak ki, a következő már The Rascals név alatt jelent meg. Szerepel az 1001 lemez, amit hallanod kell, mielőtt meghalsz című könyvben.

## Az album dalai
| 1. | A Girl Like You   | Felix Cavaliere, Eddie Brigati | Felix | 2:53 |
| 2. | Find Somebody     | Cavaliere, Brigati             | Eddie | 3:49 |
| 3. | I'm So Happy Now  | Gene Cornish                   | Gene  | 2:50 |
| 4. | Sueño             | Ron Sasiak                     | Felix | 2:49 |
| 5. | How Can I Be Sure | Cavaliere, Brigati             | Eddie | 2:56 |

| 1. | Groovin'                 | Cavaliere, Brigati         | Felix        | 2:34 |
| 2. | If You Knew              | Cavaliere, Brigati         | Eddie, Felix | 3:04 |
| 3. | I Don't Love You Anymore | Cornish                    | Gene         | 3:10 |
| 4. | You Better Run           | Cavaliere, Brigati         | Felix        | 2:28 |
| 5. | A Place In The Sun       | Ronald Miller, Brian Wells | Eddie        | 4:52 |
| 6. | It's Love                | Cavaliere, Brigati         | Felix        | 3:19 |

## Kislemezek
- Groovin' / Sueño (1967. március 27.) US: #1, UK: #8
- A Girl Like You / It's Love (1967. július 3.) US: #10
- Groovin' (olasz verzió) / Groovin (spanyol verzió) (1967. július 17.; nem szerepelnek az albumon)
- How Can I Be Sure / I'm So Happy Now (1967. augusztus 28.) US: #4

## Közreműködők
- Eddie Brigati – ének, gitár, ütőhangszerek
- Felix Cavaliere – ének, billentyűk, zongora
- Gene Cornish – basszusgitár, gitár, ének
- Dino Danelli – dob

- Hubert Laws – fuvola az It's Love dalon